# Dolmen Arca da Piosa

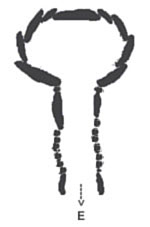
Breitkammeriger Dolmen

Der Dolmen Arca da Piosa liegt südöstlich von Serramo in Zas in Galicien in Spanien. Das Megalithmonument stammt aus der Jungsteinzeit (4000 bis 3000 v. Chr.). Es wurde 1933 von den deutschen Archäologen Georg und Vera Leisner untersucht und ist in relativ gutem Zustand.
Die polygonale breitkammerige Kammer der Anta ist 3,2 m lang und besteht aus vier (von ursprünglich fünf) Tragsteinen. Der Gang ist ungewöhnlich kurz (etwa 1,0 m) und besteht aus drei Steinen. Kammer und Gang werden von je einem Deckstein bedeckt. Die niedrige Abdeckung ist beinahe höhengleich. Die Platten, mit denen der Dolmen gebaut wurde, sind groß und ihr Gesamtvolumen wird mit etwa 35,0 Tonnen angegeben. Die Gesamtlänge der noch gut sichtbaren Mamoa (des umgebenden Hügels) beträgt etwa 8,0 m.
Der Legende nach ist die Arca da Piosa das Grab des legendären suebischen Kriegers Brandomil.
In der Nähe liegen die Dolmen Pedra Moura de Carneo, Pedra da Lebre und Pedra Cuberta.